# اباتر
اَباتَر، روستایی از توابع دهستان اباتر بخش طاهرگوراب شهرستان صومعه‌سرا در استان گیلان ایران است. اباتر در ۸ کیلومتری شمال غربی شهر صومعه‌سرا قرار دارد.
اباتر در قدیم جزئی از بخش گسکر شهرستان صومعه‌سرا به‌شمار می‌آمد. در گذشته دارای ۴ دروازه بوده و محل ارتباط بخش‌های مختلف گسکر بوده‌ است. بخش گسکر در چند دهه پیش یکی ازبخش‌های بزرگ شهرستان صومعه‌سرا محسوب می‌گردید و دارای ۳۵ آبادی بزرگ وکوچک بود که مهم‌ترین آن‌ها: ضیابر، کلیاربر، اباتر، نوده کلنگستان و طاهرگوراب بوده‌اند.
اباتر دارای محلات گوناگون است که از آن جمله می‌توان به تالش‌محله، بالامحله، کوده‌بالا و کوده‌پایین اشاره کرد.
شغل اغلب مردم این روستا دامداری و کشاورزی و به طبع کاشت برنج است. رودخانه معروف پلنگ‌رود که از کوه‌های سیاه‌ورود سرچشمه می‌گیرد و بزرگ‌ترین رودخانه شهرستان میباشد نیز از این شهرک عبور می‌کند. به سبب وجود این رود، در فصل تابستان اباتر میزبان ماهیگیران پرشماری است که برای صید ماهی و گذراندن اوقات فراغت خود به این روستا می‌آیند.
اباتر دارای یک مسجد جامع و مرکزبهداشت میباشد که روستاهای اطراف را پوشش می‌دهد.

## جمعیت
این روستا در بخش طاهرگوراب قرار دارد و براساس سرشماری مرکز آمار ایران در سال ۱۳۸۵، جمعیت آن ۱٬۸۲۲ نفر (۵۲۸خانوار) بوده‌است.